# El Camino Real de Tierra Adentro

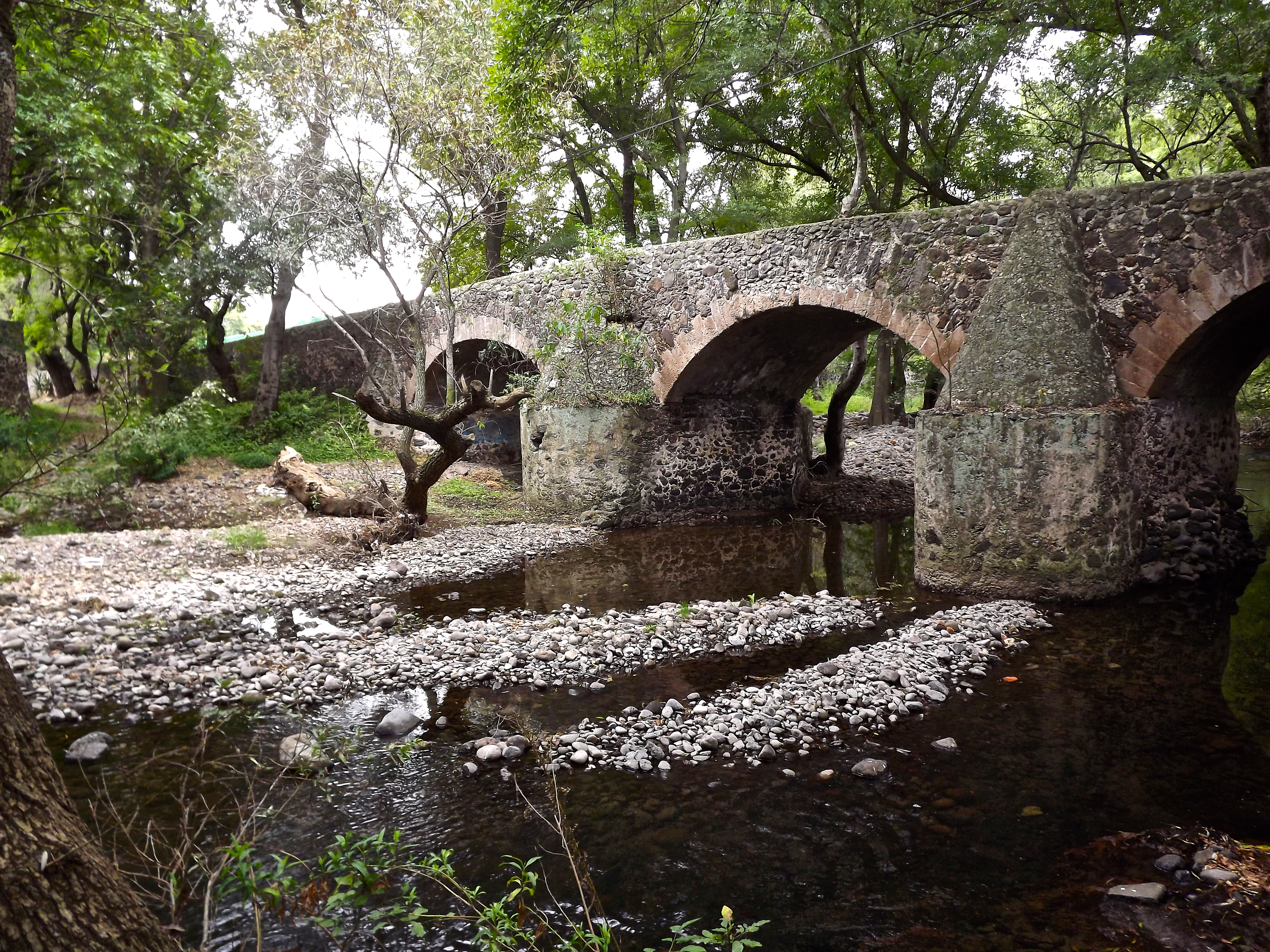

El Camino Real de Tierra Adentro (Engels: Royal Road of the Interior Land) is een historische 2.560 km lange handelsroute van de Ciudad de México naar San Juan Pueblo (sinds 2005 na terugkeer naar de oude naam Ohkay Owingeh in Rio Arriba County) in de Amerikaanse staat New Mexico. De handelsroute werd gebruikt van 1598 tot 1882.
De route werd zelfs al sinds de vroegste tijden gebruikt voor de handel tussen Meso-Amerikaanse volkeren en Indianen. Tot de in de handel gebruikte goederen behoorden turkoois, obsidiaan, zout en veren. In 1598 volgde Juan de Oñate, met kolonisten, het spoor noordwaarts ten tijde van de Spaanse verovering. De duur van de reis, zowel te voet als per kar inclusief 2 à 3 weken rust, van de Rio Grande naar San Juan Pueblo bij Santa Fe kwam op circa 6 maanden. De route verbeterde na ingebruikname sterk de handel tussen de Spaanse dorpen en hielp de Spaanse veroveraars het christendom te verspreiden over alle veroverde gebieden. De weg werd ook gebruikt voor het transport van zilver van de zilvermijnen naar het zuiden. Het traject werd gebruikt van 1598 tot 1881, tot de spoorlijn de noodzaak van karren verving. Uiteindelijk vervingen de spoorwegen de hobbelige paden en na verloop van tijd verdween het spoor en het bewijs van de vroegere aanwezigheid van deze route uit het zicht en het geheugen.

## Werelderfgoed
El Camino Real de Tierra Adentro werd in 2010 tijdens de 34e sessie van de Commissie voor het Werelderfgoed erkend als werelderfgoed en als cultureel erfgoed bijgeschreven op de UNESCO werelderfgoedlijst.
De erkenning betrof meer in detail 55 locaties langs het 1.400 km meest zuidelijke gedeelte van de route en vijf reeds eerder erkende werelderfgoed-locaties, van het Historisch Centrum van Mexico-Stad tot Valle de Allende in Chihuahua. Tot de reeds erkende locaties hoort onder meer de Beschermde Stad San Miguel de Allende en het Heiligdom van Jesús de Nazareno de Atotonilco, en de historische centra van Querétaro, Guanajuato en Zacatecas.
Het Amerikaanse deel van de route, met een lengte van 646 km, werd in 1986 door de American Society of Civil Engineers toegevoegd aan de List of Historic Civil Engineering Landmarks en op 13 oktober 2000 erkend als een National Historic Trail, die onderhouden en beschermd wordt door de National Park Service en het Bureau of Land Management. Een klein deel van die route, in de omgeving van San Acacia (New Mexico) werd in 2014 opgenomen in het National Register of Historic Places.
- Système universitaire de documentation: 124972586
- Virtual International Authority File: 233865927

Agavelandschap en oude industriële faciliteiten van Tequila · Hydraulisch systeem van het aquaduct van Padre Tembleque · Oude Mayastad en beschermde tropische regenwouden van Calakmul, Campeche · Historische versterkte stad Campeche · Precolumbiaanse stad Chichén Itzá · Centrale Universiteitsstadscampus van de Nationale Autonome Universiteit van Mexico · Biosfeerreservaat El Pinacate y Gran Desierto de Altar · El Camino Real de Tierra Adentro · Precolumbiaanse stad El Tajín · Franciscaanse missieposten in de Sierra Gorda van Queretaro  · Historische stad Guanajuato en aangrenzende mijnen · Hospicio Cabañas, Guadalajara · Eilanden en beschermde gebieden in de Golf van Californië · Luis Barragánhuis en -studio · Historisch Centrum van Mexico-Stad en Xochimilco · Vroeg-16e-eeuwse kloosters op de hellingen van de Popocatépetl · Historisch centrum van Morelia · Historisch centrum van Oaxaca en Monte Albán · Precolumbiaanse stad en nationaal park Palenque · Archeologische zone van Paquimé, Casas Grandes · Historisch centrum van Puebla · Historische monumentenzone van Querétaro · Revillagigedo-archipel · Biosfeerreservaat van de monarchvlinder · Rotstekeningen van de Sierra de San Francisco · Beschermde stad San Miguel en het Heiligdom van Jesús de Nazareno de Atotonilco · Sian Ka'an · Precolumbiaanse stad Teotihuacan · Historische monumentenzone van Tlacotalpan · Precolumbiaanse stad Uxmal · Walvisreservaat van El Vizcaíno · Archeologische monumentenzone van Xochicalco · Historisch centrum van Zacatecas · Tehuacán-Cuicatlánvallei: oorspronkelijke habitat van Mesoamerika